# The Brave Deserve the Fair (film 1915)
The Brave Deserve the Fair è un cortometraggio muto del 1915 diretto da Tom Mix.

## Produzione
Il film fu prodotto dalla Selig Polyscope Company con il titolo di lavorazione Two Men and a Girl. Venne girato a Las Vegas, nel Nuovo Messico.

## Distribuzione
Distribuito dalla General Film Company, il film - un cortometraggio in due bobine - uscì nelle sale cinematografiche statunitensi il 18 ottobre 1915.